# Fusaea longifolia
 (février 2023).
La mise en forme du texte ne suit pas les recommandations de Wikipédia : il faut le « wikifier ».
Les points d'amélioration suivants sont les cas les plus fréquents. Le détail des points à revoir est peut-être précisé sur la page de discussion.
- Les titres sont pré-formatés par le logiciel. Ils ne sont ni en capitales, ni en gras.
- Le texte ne doit pas être écrit en capitales (les noms de famille non plus), ni en gras, ni en italique, ni en « petit »…
- Le gras n'est utilisé que pour surligner le titre de l'article dans l'introduction, une seule fois.
- L'italique est rarement utilisé : mots en langue étrangère, titres d'œuvres, noms de bateaux, etc.
- Les citations ne sont pas en italique mais en corps de texte normal. Elles sont entourées par des guillemets français : « et ».
- Les listes à puces sont à éviter, des paragraphes rédigés étant largement préférés. Les tableaux sont à réserver à la présentation de données structurées (résultats, etc.).
- Les appels de note de bas de page (petits chiffres en exposant, introduits par l'outil «  Source ») sont à placer entre la fin de phrase et le point final[comme ça].
- Les liens internes (vers d'autres articles de Wikipédia) sont à choisir avec parcimonie. Créez des liens vers des articles approfondissant le sujet. Les termes génériques sans rapport avec le sujet sont à éviter, ainsi que les répétitions de liens vers un même terme.
- Les liens externes sont à placer uniquement dans une section « Liens externes », à la fin de l'article. Ces liens sont à choisir avec parcimonie suivant les règles définies. Si un lien sert de source à l'article, son insertion dans le texte est à faire par les notes de bas de page.
- La présentation des références doit suivre les conventions bibliographiques. Il est recommandé d'utiliser les modèles {{Ouvrage}}, {{Chapitre}}, {{Article}}, {{Lien web}} et/ou {{Bibliographie}}. Le mode d'édition visuel peut mettre en forme automatiquement les références.
- Insérer une infobox (cadre d'informations à droite) n'est pas obligatoire pour parachever la mise en page.

Pour une aide détaillée, merci de consulter Aide:Wikification.
Si vous pensez que ces points ont été résolus, vous pouvez retirer ce bandeau et améliorer la mise en forme d'un autre article.
Espèce
Statut de conservation UICN

 LC  : Préoccupation mineure
Synonymes
Selon GBIF (19 février 2023) :
- Aberemoa longifolia (Aubl.) Baill.
- Annona longifolia Aubl. - Basionyme
- Annona rhombipetala Ruiz & Pav. ex G.Don
- Duguetia longifolia (Aubl.) Baill.
- Fusaea decurrens R.E.Fr.
- Fusaea rhombipetala (Ruiz & Pav. ex G.Don) J.F.Macbr.
- Uvaria spectabilis DC.
- Uvaria spectabilis DC. ex Dunn

Selon Tropicos (19 février 2023) :
- Aberemoa longifolia (Aubl.) Baill.
- Annona longifolia Aubl. - Basionyme
- Annona rhombipetala Ruiz & Pav. ex G. Don
- Duguetia longifolia (Aubl.) Baill.
- Fusaea decurrens R.E. Fr.
- Fusaea rhombipetala (Ruiz & Pav. ex G. Don) J.F. Macbr.
- Uvaria spectabilis DC.

Fusaea longifolia est une espèce de plantes à fleurs de la famille des Annonaceae. C'est un petit arbre originaire d'Amérique du Sud. Il s'agit de l'espèce type du genre Fusaea Saff..
Elle est connue en Guyane sous les noms de Malmanmanyaret, Mâle mamanyaret, Mamayawé, Maman-yawé (créole), Aza odou (Saramaka), Kãwĩala,  Yãwĩyiki, Yanw'kala, Yanwicara (Wayãpi), Maichi (Paramaka), ou anciennement Pinaioua (Galibi cf. Aublet 1775).
Ailleurs, on l'appelle Majagua de tierra firme, Majagua au Venezuela, Anón de monte, Cargadero amargo, Chirimoyo, Nagu'i cuerinegro, Yaya en Colombie, Bergipanta, Boszuurzak, Jari-jari, Langbladige jari-jari, Panta (Sranan tongo), Peperhout au Suriname, Nanguehue, Moncapatahue (Waorani) en Équateur, Anona masha, Bara caspi, Chirimuya, Espintana, Tortuga caspi, Yeis (Huambisa) au Pérou, Araticum, Ata, Biribá envira, Envira ata, Envira-menjuba, Envireira, Espintana, Karãtúã'y, Latoure (Mucajaí-Uaicá), Pináyw-hu [= arbre à hameçons] au Brésil.

## Description
Fusaea longifolia est une arbre atteignant (4)6-12 m, pour 8-15 cm de diamètre.
Les jeunes rameaux sont densément recouverts de poils bruns, apprimés (ferrugineux-puberulents).
L'écorce est noire, faiblement mais visiblement fissurée.
Les feuilles mesurent de 12-30 x (3)4-10 cm, pour un pétiole de 2-4(5) x 1-2 mm.
Elles sont très glanduleuses, glabres au-dessus, couverts de poils épars appliqués en dessous, de forme étroitement elliptiques-oblongues ou oblancéolées, à base aiguë ou arrondie, longuement acuminées.
Les nervures sont imprimées au dessus, avec (12)15-18 paires secondaires unies près de la marge.
L'inflorescence est ramiflore, comporte 1-2 fleurs, avec des pédicelles de 15-30 x 2-5 mm. 
Les sépales mesurent 10-16 mm, et sont de forme ovale, unis à leur base, caducs à l'exception de la partie basale conique, la partie basale ayant un contour circulaire d'un diamètre de 10-15 mm.
Les pétales, de forme ovale-oblongue obtuse, séricés-roussâtres, densément sericulés abaxialement, de couleur verte à blanche, devenant brun-jaunâtre, mesurent environ 3 × 2 cm à l'anthèse : de 3-4 cm pour ceux extérieurs, et 4-5 cm pour les intérieurs.
Les étamines sont longues de 3 mm, et les staminodes de 4-6(8) mm.
Les fruits charnus sont globuleux, verts, glabres, lisses ou aréolés, et mesurent environ (5)6-10 cm de diamètre,,.

## Répartition
On rencontre Fusaea longifolia en Amazonie colombienne, au Venezuela (Bolívar : près de Santa María de Erebato, Amazonas : bassin du Río Guayapo), au Guyana, au Suriname, en Guyane (ex: Réserve naturelle régionale Trésor), en Équateur, au Pérou, au Brésil, en Bolivie.

## Écologie
Fusaea longifolia croît dans les forêts de pente, autour de 100-400 m d'altitude au Venezuela.
Il fleurit en Guyane en janvier, février, avril, juillet, août, septembre, et fructifie en mars et mai.
Le bois contient de petits cristaux rhombiques dans ses cellules rayonnantes.
Ses grains de pollen sont organisés en tétrades,.
Les pollinisateurs de Fusaea longifolia ont été étudiés.

## Usages
Les fruits sont comestibles,[réf. à confirmer].
L'écorce est utilisée pour fabriquer des sangles pour les porteurs en Colombie.
En Guyane, le bois sert à fabriquer des "takaris" (perches pour guider les pirogues).
Au Brésil, l'écorce fournit un remède contre la diarrhée (chez les Ka'apor), et le bois sert pour le chauffage et la construction.

## Chimie
L'huile essentielle des parties aériennes de Fusaea longifolia contient 21 constituants, et l'on a testé ses propriétés trypanocides et antibactériennes.
La tige contient des alcaloïdes et des constituants volatils tels la O-méthylmoschatoline, la stepholidine, et des sesquiterpénoïdes (12,5% de a-cadinol et 12,0% de spatulenol).
Les propriétés Antileishmaniennes et antivirales contre l'Herpes simplex vírus de type 1 de ses alcaloïdes ont été étudiées.
Les extraits éthanoliques et méthanoliques de Fusaea longifolia présentent des activités antioxydantes et antibactériennes.

## Protologue et histoire naturelle
En 1775, le botaniste Aublet décrit cette plante pour la première fois et propose la diagnose suivante pour Annona longifolia : 

« 3. ANNONA (longifolia) fructu rubro, punctato & reticulato. (Tabula 248.)

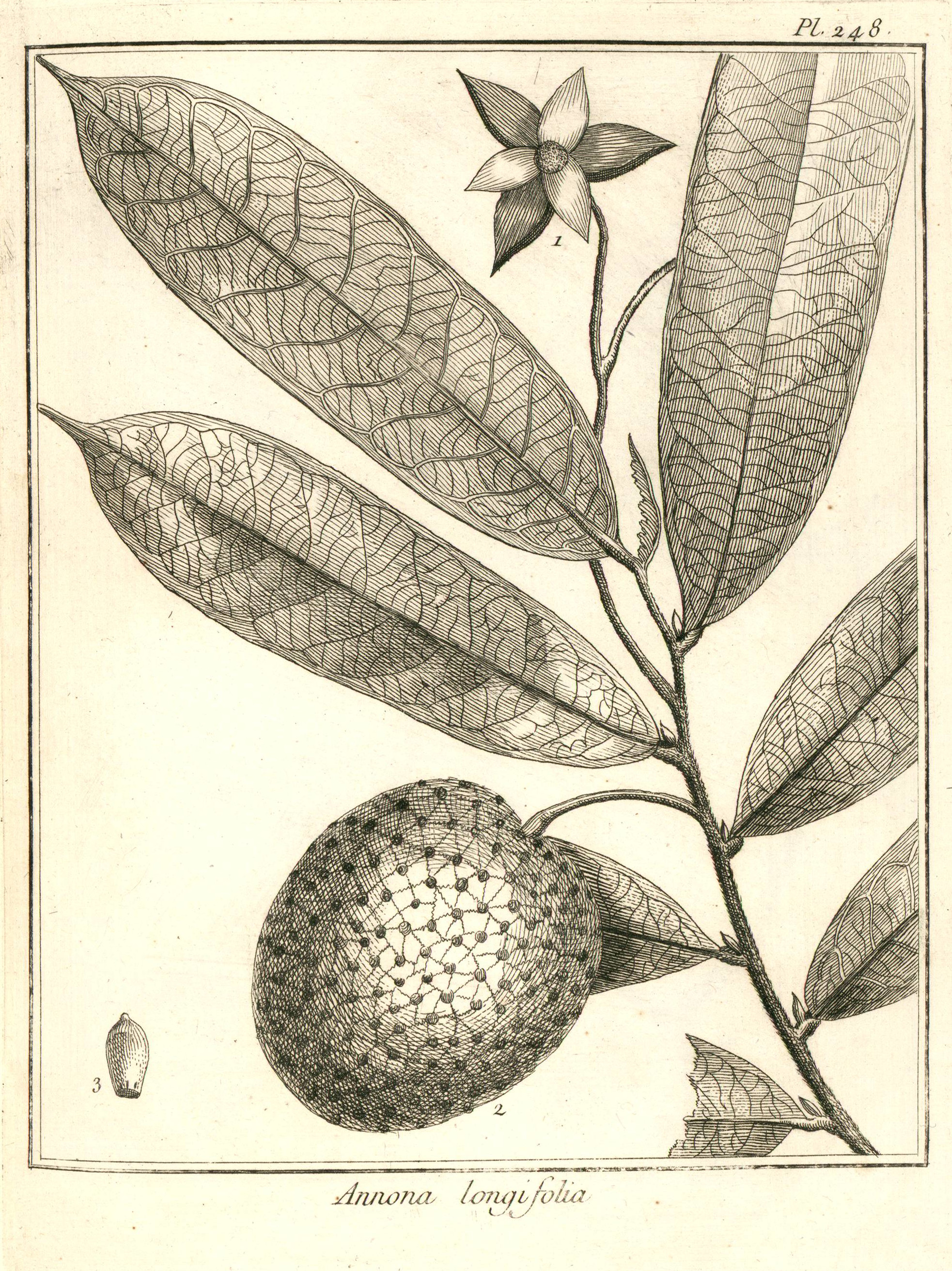
Fusaea longifolia par Aublet (1775)
Explication de la Planche deux cent quarante-huitième : 1. Fleur épanouie. - 2. Baie. - 3. Graine.

Frutex trunco ramoſo, quindecim-pedali ; ramis hinc & indè ſparſis. Folia alterna, glabra, anguſta, ovato-oblonga, acuta, integerrima, brevi petiolata. Flores ſolitarii, axillares, longè pedunculati. Corolla ampla, petalis purpuraſcentibus. Fructus ; bacca carnoſa, ovata, ſubrotunda, punctata, reticulata, incarnata, gelatinoſa, edulis. 

Florebat, fructumque ferebat Maio. 

Habitat ad ripam amnis Galibienſis.

Nomen Caribæum PINAIOUA. 
LE COROSSOL Pinaioua.
Cet arbre reſſemble au précédent ; mais ſes feuilles ſont plus étroites & preſque ſans pédicule. 

Les fleurs ſont plus grandes. Le calice & les pétales ſont rougeâtres. Les crois pétales intérieurs ſont un peu allongés, étroits, charnus, & couvrent en partie les étamines. 

Le fruit eſt preſque rond, gros comme une pomme de reinette, extérieurement pointillé, & gerſé en différents endroits ; ſa peau eſt mince, couvre une chair rouge, délicate, viſqueuſe, & contient un grand nombre de graines plus menues. 

Cet arbre eſt nommé PINAIOUA par les Garipons & par les Galibis. Ils en mangent le fruit avec délice, & il eſt de très bon goût. 

Je l'ai rencontre au bord de la crique des Galibis, dans le mois de Mai. »

— Fusée-Aublet, 1775.
En 1880, Sagot rapportait ceci sur Annona longifolia :
« A. longifolia Aubl., t. MS.An. sphærocarpa Splitg. ex descr. Fusæa Bail.

Species insignis, flore ab aliis Anonis satis diversa, sed fructu carnoso polycarpo, ad Anonas arcte açcedens. Caulis subsarmentosus. Calix magnus aliquando usque ad basim trifidus, aliquando apice brevissime aperto tridentatus et in anthesi irregulariter ruptus. Petala magna, sericeo-pilosa, margine imbricata, ovato-spathulata, interiora paulo majora. Stamina exteriora sterilia, in appendices pelaloideos parvos conversa. Fructus globosus, laevis, areolatus, virens, magnitudine aurantii. Caro ex Aublet et Mélinon rubens, gustui grata, edulis. Semina parva.

Crescit in sylvis satis frequens, sed raro potest collegi ; vidi fructum ultra manus facultatem. »
— Paul Antoine Sagot, 1880.
[ Une espèce remarquable, assez différente par la fleur des autres Anona, mais avec un fruit polycarpique charnu, se rapprochant de près des Anona. Sous-ramification de la tige. Calice grand parfois trifide à la base, parfois tridenté à l'apex très courtement ouvert et irrégulièrement brisé à l'anthèse. Pétales grands, à poils soyeux, bords chevauchants, ovales-spathulés, intérieur un peu plus grand. Étamines externes stériles, transformées en petits appendices péloïdes. Le fruit est globuleux, lisse, aplati, vert, de la taille d'une orange. Selon Aublet et Mélinon, la chair est rouge, de goût agréable, comestible. Petites graines.

Il pousse assez fréquemment dans la forêt, mais peut rarement être récolté ; J'ai vu des fruits au-delà de la capacité de ma main. ]
En 1914, à l'occasion de la recombinaison du taxon, le botaniste William Edwin Safford propose la description suivante pour Fusaea longifolia :
« Fusaea longifolia (Aubl.) Safford.

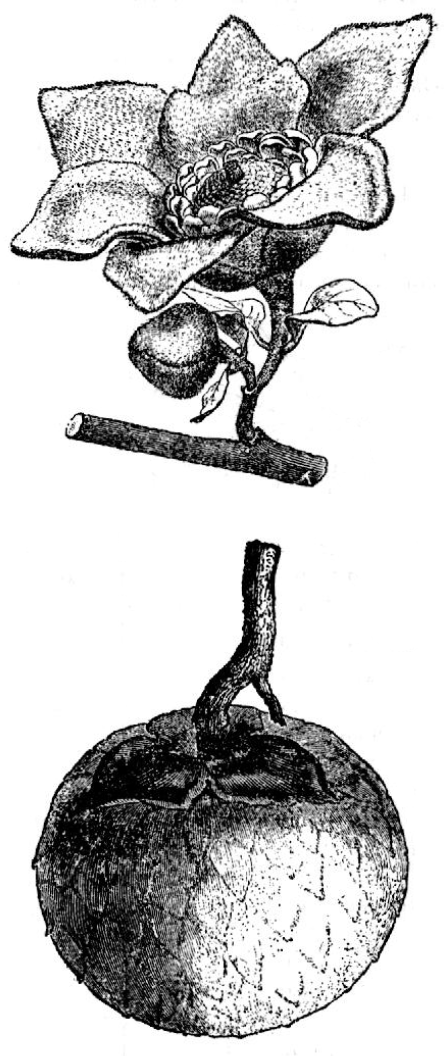
Fusaea longifolia par Safford (11914)
Fig. 73. — Flower of Fusaea longifolia. Showing petaloid outer stamens. Reproduced from Baillon
Fig. 74. — Concrete fruit of Fusaea longifolia. Reproduced from Baillon.

Annotia longifolia Aubl. Pl. Guian. 1 : 615. pl. 248. 1775.

Duguetia longifolia Baill. Adansonia 8: 327. 1868.

Aheremoa longifolia Baill. Hist. Pl. 1: 205. f. 233-235. 1868
A tree or shrub ; leaves very short-petioled, oblong-lanceolate (25 cm, long and 8 cm, broad), obtuse or shortly tapering at the base, long-acuminate at the. apex, above smooth, with midrib and nerves impressed, below the latter very prominent, sparsely hairy ; flowers extra-axillary, long-peduncled, solitary or in pairs; peduncles bearing one or two bracteoles; calyx gamosepalous, deeply 3-lobed, the lobes ovate-acute, ferrugineous-hirtellous on the outside; corolla broad, widely spreading; petals 6, in 2 rows, purplish, imbricate, sericeous-piiose, ovate-spathulate or oblong with the apices obtusely cuneate, the inner somewhat longer and narrower than the outer; stamens numerous, the outer sterile, petaloid, imbricated, the inner perfect, with the tips of the connectives expanded above the pollen sacs as in the typical Annonas: fruit about the size of an orange, globose, smooth, areolate but without protuberances; seeds small surrounded by a red edible pleasantly flavored pulp. (Figures 73, 74.).

Type collected by Aublet on the banks of the Crique des Galibis, French Guiana, in the month of May.

Distribution: Rather frequent in the forests of French Guiana, but difficult to collect (Sagot).

« This tree, » says Aublet, « is called Pinaioua by the Garipons and the Galibis [Caribs], They eat the fruit with delight, and it is of very good flavor. » »
— William Edwin Safford, 1914.
[ Arbre ou arbuste ; feuilles très peu pétiolées, oblongues-lancéolées (25 cm de long et 8 cm de large), obtuses ou peu effilées à la base, longuement acuminées au sommet. sommet, dessus lisse, avec la nervure médiane et les nerfs imprimés, dessous ces derniers très proéminents, peu poilus ; fleurs extra-axillaires, longuement pédonculées, solitaires ou par paires ; pédoncules portant un ou deux bractéoles ; calice gamosépalé, profondément trilobé, les lobes ovés-acutés, ferrugineux-hirteux à l'extérieur ; corolle large, largement étalée ; 6 pétales, sur 2 rangs, violacés, imbriqués, séreux-pirosés, ovés-spathulés ou oblongs avec les sommets obtusément cunéiformes, les internes un peu plus longs et étroits que les externes ; nombreuses étamines, les externes stériles, pétaloïdes, imbriquées, les internes parfaites, avec les extrémités des connecteurs élargies au-dessus des sacs polliniques comme chez les Annonas typiques : Le fruit est de la taille d'une orange, globuleux, lisse, aréolé mais sans protubérances ; les graines sont petites et entourées d'une pulpe rouge comestible et agréablement parfumée. (Figures 73, 74.).

Type recueilli par Aublet sur les bords de la Crique des Galibis, Guyane française, au mois de mai.

Distribution : Assez fréquent dans les forêts de Guyane française, mais difficile à collecter (Sagot).

« Cet arbre », dit Aulbet « est nommé PINAIOUA par les Garipons & par les Galibis [Caribes]. Ils en mangent le fruit avec délice, et il est de très bon goût. » ]